# Robertet

Blasone della famiglia Robertet

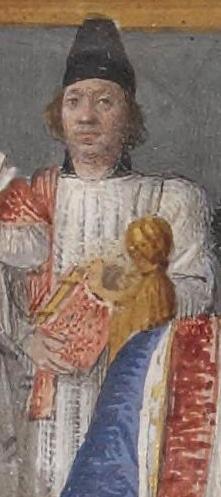
Jean Robertet

La famiglia Robertet è una dinastia di funzionari francesi de XV e XVI secolo. Alcuni dei suoi membri sono noti anche per i loro talenti letterari o per le loro collezioni di opere d'arte e dei loro palazzi.

## Membri illustri
- Jean Robertet (1405-1492)
- François I Robertet
- Jean-René Robertet
- Florimond Robertet d’Alluye (1458-1527)
- Florimond II Robertet (1531-1567)
- Claude Robertet d’Alluye (1505-1567)
- Florimond III Robertet d’Alluye (1540-1569)
- François Robertet de Brou (?-1574)
- Françoise Robertet (1519-1580)